# Minglanilla (Espanha)
Minglanilla é um município da Espanha, na província de Cuenca, comunidade autônoma de Castela-Mancha. Tem 109,64 km² de área e em 2021 tinha 2 237 habitantes (densidade: 20,4 hab./km²). Limita com os municípios de Villargordo del Cabriel, Venta del Moro, Iniesta, Villalpardo, Graja de Iniesta, Puebla del Salvador e La Pesquera.